# IKON
iKON (hangul: 아이콘), é um grupo masculino sul-coreano formado pela YG Entertainment em 2015. Atualmente, o grupo é composto por seis integrantes, sendo eles: Jay, Song, Bobby, DK, JU-NE e Chan. A formação inicial incluía o líder B.I, que saiu do grupo em 12 de junho de 2019. Antes de sua estreia oficial, o grupo participou do programa de sobrevivência WIN: Who is Next, como o "team B" em 2013. Um ano depois, participaram do programa de sobrevivência, Mix & Match, que determinou a composição do grupo com sete membros. 
De acordo com Yang Hyun-suk, ex-CEO da YG Entertainment, seu nome deriva da intenção de tornar-lo um "ícone para a Coreia", dessa forma, a letra "C" em "Icon" (ícone em inglês) foi substituído pela letra "K" da palavra "Korea". O iKON fez sua estreia oficial em 15 de setembro de 2015, através do lançamento digital de seu primeiro single "My Type" e de seu primeiro álbum de estúdio Welcome Back. Sua primeira apresentação na televisão ocorreu no dia 4 de outubro de 2015, através do programa Inkigayo da SBS.

## História

### Pré-estreia:WIN: WHO IS THE NEXT
O grupo foi revelado em 01 de novembro de 2013 através do reality show Who Is The Next: WIN como Team B, constituídos por B.I, Bobby, Jinhwan, Junhoe, Yunhyeong e Donghyuk. Tanto Team B, quanto Team A, seus adversários, eram compostos por trainees da YG Entertainment. O resultado final do programa revelou que Team B não havia vencido a competição, perdendo a oportunidade de estrear em 2014 sob o nome de "Winner".

### 2014:Mix & Match
Em junho, reportagens começaram a circular sobre outro reality show envolvendo o Team B. Dois meses depois, YG oficialmente lançou o conceito de Mix & Match ao público, confirmando a participação do Team B. Mais detalhes sobre o show foram anunciados durante a conferência de imprensa que ocorreu no dia 2 de setembro, junto com a introdução dos novos trainees, Jung Jinhyeong, Jung Chanwoo, e Yang Hongseok. O formato do show se consistia em seguir os passos de iKON na estrada para a sua estreia. Yang Hyun-Suk também revelou que B.I, Bobby e Kim Jinhwan seriam membros já fixos de iKON, deixando os três outros membros de Team B para batalhar por um dos quatro lugares junto com os novos trainees. Os membros oficiais de iKON seriam determinados por um sistema de votos, com 30% dos juízes (artistas da YG), e 70% pelo público durante o tempo que Mix & Match foi ao ar. As votações começaram e continuaram ao longo de outubro, começando com fanmeetings oficiais no Japão,Singapura e Coreia do Sul nos dias 5, 11 e 17, seguido pela votação no local durante a terceira e última competição entre os participantes no dia 22 e terminou com uma votação online Dentre o dia 30 e 31.
Em 15 de Janeiro, a YG lançou um cronograma para revelar os quatro membros que se juntariam ao iKON, com o último membro a ser revelado durante a exibição do nono episódio de Mix & Match. Junhoe foi o primeiro a ser revelado dos potenciais candidatos no dia 4. No dia seguinte, Yunhyeong foi revelado como o segundo membro, oficialmente fazendo dele o quinto membro de iKON. No dia 6, Chanwoo foi revelado como o sexto membro de iKON. Às 11pm KST, o episódio final de Mix & Match foi ao ar, revelando Donghyuk como o membro final de iKON.

### 2015:DebuteWelcome Back
Depois de vários atrasos, no dia 8 de Setembro de 2015, a estreia oficial do iKON foi anunciada através de um teaser publicado no site da YG Entertainment. Mais tarde foi revelado que iKON estaria lançando seu single de debut no dia 15 de setembro, um total de 6 canções entre 12W seriam as faixas-título. Além disso, seu álbum de estreia, Welcome Back, seria dividido em duas partes. A primeira parte, Welcome Back: Debut Half Album estava previsto para ser lançado em 1 de outubro, seguido pelo primWDeiro álbum completo, Debut Full Album no dia 2 de novembro. Toda a lista de faixas do Welcome Back: Debut Half Album, foi revelado no dia 24 de setembro, com o líder B.I como o produtor do álbum e co-compositor de todas as canções, B.I e Bobby como os co-letristas, o vocalista Koo Junhoe participWDW
O single digital "My Type" teve a sua estreia como música mais ouvida em todas as principais paradas musicais da Ásia, fazendo com que iKON alcançasse all-kill com sua música de debut. No dia 26 de setembro de 2015, iKON teve sua primeira vitória com o single "My Type" no Show! Music Core (MBC), sendo o primeiro grupo a vencer um win em um show musical de televisão sem promoções e sem debutar oficialmente.

### 2015-2017: Estreia no Japão, turnê asiática DWDWD eNEW KIDS: BEGIN
Em 13 de janeiro de 2015, o grupo fez a sua estreia japonesa com a versão japonesa de seu álbum Welcome Back , o álbum vendeu 41.312 cópias em sua primeira semana de lançamento, e ficou em terceiro lugar no gráfico Oricon Weekly, ganhando New Artist Award E Melhor Novo Prêmio de Artista no 58º Prêmio de Record do Japão.
Com a edição coreana o álbum vendeu mais de 100 cópias no Japão no final de 2015.
Em 17 de março de 2016 a YG Entertainment anunciou que iKON iria realizar seu primeiro iKONcert 2015 da Ásia Tour com datas em Taiwan, China, Hong Kong, Tailândia, Singapura, Malásia e Indonésia. Em 1 de julho, sua agência anunciou a segunda turnê japonesa da arena intitulada 'iKON Japan Tour 2015'. A turnê foi planejada para visitar cinco cidades para um total de 14 shows com uma assistência de 100 mil fãs. Mais tarde, a empresa anunciou a adição de dois shows a serem realizados em Tóquio, devido a mais demandas em ingressos, assim, elevando o atendimento a 107 mil pessoas de seis cidades. A conclusão da segunda turnê pegs assistir banda total do concerto durante o seu ano de estreia em 122.000. Em 14 de novembro, YGEX anunciou uma segunda etapa do iKON Japão Tour em 2017, devido ao sucesso da arena tour, e para visitar Yokohama Arena pela primeira vez. A segunda etapa reuniu 100 mil torcedores de três cidades, elevando a participação da turnê para 166 mil de 35 shows.
Em 30 de maio, o grupo lançou o single digital "#WYD?" (abreviação de "What You Doing"). A canção estreou no número três no Gaon Digital Chart . Em 10 de agosto, o lançamento do primeiro japonês original do iKON Dumb & Dumber foi anunciado. O single foi lançado em 28 de setembro com uma versão para CD + DVD e uma versão em CD. Ele estreou no número um tanto no Oricon Daily Single Album Chart quanto no Oricon Weekly Single Album Chart.
O grupo participa no programa de sobrevivência de dança chinesa Heroes of Remix em meados de 2016, ao lado de Psy como seu mentor. Eles foram o artista mais vencedor no show, ganhando três semanas, e ganhando uma boa revisão para suas performances. Mas, devido à questão da área de defesa da área de alta altitude (THAAD) , o grupo foi inteiramente editado fora dos últimos episódios da série. Suas atividades na mostra e excursionar em China conduzem-nos a ganhar o grupo asiático o mais popular Korean em concessões da música de China, o melhor grupo nos prêmios da atitude de Netease, e o melhor grupo novo da força e o álbum do ano no QQ Music Awards. Em 11 de fevereiro de 2017, foi anunciado que iKON começará sua primeira turnê em cúpula, com dois shows definidos para estarem na Kyocera Dome e Seibu Prince Dome, com 90.000 fãs esperados.  Isto marca-os como o grupo o mais rápido para fazer um concerto no Japan Dome desde a estreia em 18 de agosto.
Em 2 de março, a YG Entertainment confirmou que iKON começar a filmar dois vídeos musicais para seu novo álbum que deve ser lançado em abril, durante o disparo do vídeo da música Chanwoo machucou o tornozelo e, consequentemente, foi adiado para recuperação completa do little young.

### 2018-2019: Segundo álbum "Return" e saída de B.I
No final de 2017, mais especificamente em dezembro a YG Entertainment anunciou a volta do grupo com o segundo álbum de estúdio intitulado Return (Retorno), com duas faixas principais "Love Scenario" (사랑을 했다) e "Beautiful". Foram soltos alguns teasers dos integrantes para a faixa principal "Love Scenario". Em 25 de janeiro de 2018 às 5 da manhã (horário de verão), foi lançado o vídeo musical de "Love Scenario". "Return" contém as faixas: Love Scenario, Beautiful, One and Only (solo de B.I), Jerk, Best Friend, Everything, Hug Me e Don't Forget e as faixas bônus Sinosijak, Love Me, Just Go e Long Time no See.
Em 12 de junho de 2019, B.I anunciou sua saída do grupo em sua conta pessoal do Instagram após a agência de notícias Dispatch divulgar mensagens do KakaoTalk do rapper de três anos antes, revelando sua tentativa de comprar maconha e LSD de Han Seo-Hee (ex-trainee da Jellyfish e Source), conhecida por seu vício em drogas, e também por seu envolvimento no escândalo do uso de maconha por T.O.P da banda Big Bang, em 2017   Ele também foi acusado de fugir das acusações policiais. Como resultado, seu contrato com a YG Entertainment foi encerrado. Depois de meses, em 2020, foi confirmado através de testes toxicológicos que todas as alegações contra B.I eram falsas e sua inocência foi trazida.

### 2020–2021:I DecideandKingdom: Legendary War
iKON lançou seu terceiro EP, I Decide, em 6 de fevereiro de 2020, incluindo a faixa-título "Dive" que estreou no número 3 no Gaon Album Chart. Este foi o primeiro lançamento da banda desde a saída do líder B.I em 2019.
Em 3 de março de 2021, iKON voltou com um novo single digital "Why Why Why". Logo depois, a partir de abril de 2021, iKON competiu em Kingdom: Legendary War, ao lado de outros cinco grupos masculinos de K-pop. No final do show, o grupo cantou "At Ease" (열중쉬어), co-escrita e co-composta pelo colega de gravadora do iKON da YG, Mino do Winner. "At Ease" (열중쉬어), junto com as canções dos outros participantes do final, foi posteriormente incluída em um EP especial intitulado Kingdom <Finale: Who Is the King?>.

### 2022-present:Flashback, saída da YG Entertainment
iKon voltou com seu quarto EP, Flashback, em 3 de maio de 2022, incluindo a faixa-título "But You". Em julho, o grupo realizou a iKON Japan Tour 2022 em Kobe e Tóquio, onde quase todos os shows esgotaram.
Em 30 de dezembro de 2022, todos os membros do iKON encerraram seu contrato com a YG Entertainment após 7 anos. Em 1 de janeiro de 2023, todos os membros do iKON assinaram contrato com a 143 Entertainment e anunciaram o seu plano de lançar um novo álbum em abril. Em 3 de março de 2023, a 143 Entertainment anunciou que o iKON realizaria a turnê mundial intitulada '2023 iKON WORLD TOUR' TAKE OFF na Ásia, Europa e América.

## Integrantes
| iKON           | iKON           | iKON               | iKON               | iKON                             | iKON                                                 |
| Nome artístico | Nome artístico | Nome de nascimento | Nome de nascimento | Data de nascimento               | Posição no grupo                                     |
| Romanizado     | Hangul         | Romanizado         | Hangul             | Data de nascimento               | Posição no grupo                                     |
| -------------- | -------------- | ------------------ | ------------------ | -------------------------------- | ---------------------------------------------------- |
| JAY            | 제이           | Kim Jinhwan        | 김진환             | 7 de fevereiro de 1994 (31 anos) | Vocalista Principal e Dançarino Líder.               |
| SONG           | 송             | Song Yunhyeong     | 송윤형             | 8 de fevereiro de 1995 (30 anos) | Vocalista Líder e Visual.                            |
| BOBBY          | 바비           | Kim Jiwon          | 김지원             | 21 de dezembro de 1995 (29 anos) | Rapper Principal, Compositor e Face.                 |
| DK             | 디케이         | Kim Donghyuk       | 김동혁             | 3 de janeiro de 1997 (28 anos)   | Dançarino Principal e Vocalista Guia.                |
| JU-NE          | 주네           | Koo Junhoe         | 구준회             | 31 de março de 1997 (27 anos)    | Vocalista Principal.                                 |
| CHAN           | 찬             | Jung Chanwoo       | 정찬우             | 26 de janeiro de 1998 (27 anos)  | Vocalista de Apoio e Maknae.                         |
| Ex-integrantes |                |                    |                    |                                  |                                                      |
| Nome artístico | Nome artístico | Nome de nascimento | Nome de nascimento | Data de nascimento               | Posição no grupo                                     |
| Romanizado     | Hangul         | Romanizado         | Hangul             | Data de nascimento               | Posição no grupo                                     |
| B.I            | 비아이         | Kim Hanbin         | 김한빈             | 22 de outubro de 1996 (28 anos)  | Líder, Compositor, Rapper Líder, Dançarino Principal |

### Ex-Integrante
O ex- integrante Kim Hanbin, mais conhecido como B.I saiu do grupo no dia 12 de Junho de 2019 por conta de um escândalo em que ele teria decidido comprar drogas em 2016. As mensagens foram divulgadas pela Dispatch. A sua saída foi por meio de uma declaração via Instagram. Depois de meses, em 2020, foi confirmado através de testes toxicológicos que todas as alegações contra B.I eram falsas e sua inocência foi trazida.
Parceria com videogames
Em dezembro de 2018, a Epic Games notificou que o grupo iKON iria ter um privilégio de ganhar uma skin secreta no lançamento do novo Galaxy S10. Quem possuíse o celular até dezembro de 2019 iria adquirir a skin iKONIK, junto com o emoticon "Love Scenario" Mais de um milhão de players possuem essa skin, então ela não pode ser considerada muito rara.

## Discografia

### Álbuns de estúdio
- Welcome Back (2015)
- Return (2018)

### Álbuns de compilação
- The New Kids (2019)

### Extended Play (EP)
- New Kids: Continue (2018)
- New Kids: The Final (2018)
- i DECIDE (2020)

### CD singles
- New Kids: Begin (2017)

### Singles
- Why Why Why (2021)

## Prêmios e Indicações

### Coreia do Sul

#### Asia Artist Awards
| Ano  | Trabalho | Categoria               | Resultado |
| ---- | -------- | ----------------------- | --------- |
| 2018 | iKON     | Artista do Ano - Música | Venceu    |
| 2018 | iKON     | Melhor Músico           | Venceu    |

#### Gaon Chart Music Awards
| Ano  | Trabalho        | Categoria                     | Resultado |
| ---- | --------------- | ----------------------------- | --------- |
| 2016 | "My Type"       | Música do Ano (Setembro)      | Venceu    |
| 2016 | iKON            | Novo Artista do Ano           | Venceu    |
| 2019 | iKON            | Produtor do Ano               | Venceu    |
| 2019 | "Love Scenario" | Música do Ano por Longo Tempo | Venceu    |
| 2019 | "Love Scenario" | Música do Ano (Janeiro)       | Venceu    |
| 2019 | "Killing Me"    | Música do Ano (Agosto)        | Indicado  |

#### Golden Disc Awards
| Ano  | Trabalho        | Categoria                             | Resultado |
| ---- | --------------- | ------------------------------------- | --------- |
| 2016 | Welcome Back    | Disco Bonsang                         | Indicado  |
| 2016 | "My Type"       | Digital Bonsang                       | Indicado  |
| 2016 | iKON            | Novo Artista do Ano                   | Venceu    |
| 2016 | iKON            | Prêmio de Popularidade (Coreia)       | Indicado  |
| 2016 | iKON            | Prêmio de Popularidade Global         | Indicado  |
| 2019 | "Love Scenario" | Digital Daesang                       | Venceu    |
| 2019 | "Love Scenario" | Digital Bonsang                       | Venceu    |
| 2019 | iKON            | Prêmio de Popularidade                | Indicado  |
| 2019 | iKON            | NetEase Estrela do K-Pop Mais Popular | Indicado  |

#### MelOn Music Awards
| Ano  | Trabalho        | Categoria                     | Resultado |
| ---- | --------------- | ----------------------------- | --------- |
| 2015 | iKON            | Popularidade Netizen          | Indicado  |
| 2015 | iKON            | Melho Novo Artista            | Venceu    |
| 2016 | iKON            | QQ Prêmio de Artista Asiático | Venceu    |
| 2018 | iKON            | Top 10 Artistas               | Venceu    |
| 2018 | iKON            | Artista do Ano                | Indicado  |
| 2018 | "Love Scenario" | Música do Ano                 | Venceu    |
| 2018 | "Love Scenario" | Melhor Rap/Hip-Hop            | Indicado  |
| 2018 | Return          | Álbum do Ano                  | Indicado  |

#### Mnet Asian Music Awards
| Ano  | Trabalho        | Categoria                         | Resultado |
| ---- | --------------- | --------------------------------- | --------- |
| 2015 | iKON            | Melhor Novo Artista Masculino     | Venceu    |
| 2015 | iKON            | UnionPay Artista do Ano           | Indicado  |
| 2016 | iKON            | Melhor Grupo Masculino            | Indicado  |
| 2016 | iKON            | HotelsCombined Artista do Ano     | Indicado  |
| 2018 | iKON            | Melhor Grupo de Performance Vocal | Venceu    |
| 2018 | "Love Scenario" | Música do Ano                     | Indicado  |

#### Seoul Music Awards
| Ano  | Trabalho        | Categoria                                     | Resultado |
| ---- | --------------- | --------------------------------------------- | --------- |
| 2016 | iKON            | Prêmio Bonsang                                | Indicado  |
| 2016 | iKON            | Prêmio Novo Artista                           | Venceu    |
| 2016 | iKON            | Prêmio de Popularidade                        | Indicado  |
| 2016 | iKON            | Prêmio Especial Hallyu                        | Indicado  |
| 2017 | iKON            | Prêmio Bonsang                                | Indicado  |
| 2017 | iKON            | Prêmio de Popularidade                        | Indicado  |
| 2017 | iKON            | Prêmio Especial Hallyu                        | Indicado  |
| 2019 | iKON            | Prêmio Daesang                                | Indicado  |
| 2019 | iKON            | Prêmio Bonsang                                | Venceu    |
| 2019 | "Love Scenario" | Recorde do Ano em Lançamento Digital          | Venceu    |
| 2020 | iKON            | Prêmio Especial Hallyu                        | Indicado  |
| 2020 | iKON            | Prêmio de Popularidade                        | Indicado  |
| 2020 | iKON            | QQ Music Prêmio de Artista K-Pop Mais Popular | Indicado  |

### Internacional

#### Australia SBS PopAsia Awards
| Ano  | Trabalho | Categoria             | Resultado |
| ---- | -------- | --------------------- | --------- |
| 2016 | iKON     | Maior Grupo Masculino | Venceu    |

#### China Music Awards
| Ano  | Trabalho | Categoria                          | Resultado |
| ---- | -------- | ---------------------------------- | --------- |
| 2016 | iKON     | Grupo Coreano Mais Popular na Ásia | Venceu    |

#### Japan Record Award
| Ano  | Trabalho | Categoria                     | Resultado |
| ---- | -------- | ----------------------------- | --------- |
| 2016 | iKON     | Prêmio de Novo Artista        | Venceu    |
| 2016 | iKON     | Prêmio de Melhor Novo Artista | Venceu    |

#### Japan Gold Disc Award
| Ano  | Trabalho | Categoria                        | Resultado |
| ---- | -------- | -------------------------------- | --------- |
| 2017 | iKON     | Novo Artista do Ano              | Venceu    |
| 2017 | iKON     | Melhores 3 Novos Artistas (Ásia) | Venceu    |

#### NetEase Attitude Awards
| Ano  | Trabalho | Categoria    | Resultado |
| ---- | -------- | ------------ | --------- |
| 2015 | iKON     | Melhor Grupo | Venceu    |

#### QQ Music Awards
| Ano  | Trabalho     | Categoria                            | Resultado |
| ---- | ------------ | ------------------------------------ | --------- |
| 2016 | iKON         | Melhor Novo Grupo com Vigor          | Venceu    |
| 2016 | Welcome Back | Álbum do Ano (Recomendação da Mídia) | Venceu    |

### Music Shows

#### MBC Show! Music Core
| Ano  | Data            | Música          |
| ---- | --------------- | --------------- |
| 2015 | 26 de Setembro  | "My Type"       |
| 2018 | 25 de fevereiro | "Love Scenario" |
| 2018 | 03 de março     | "Love Scenario" |
| 2018 | 10 de março     | "Love Scenario" |

#### SBS Inkigayo
| Ano  | Data            | Música          |
| ---- | --------------- | --------------- |
| 2015 | 27 de setembro  | "My Type"       |
| 2015 | 04 de outubro   | "My Type"       |
| 2015 | 29 de novembro  | "Apology"       |
| 2018 | 18 de fevereiro | "Love Scenario" |
| 2018 | 25 de fevereiro | "Love Scenario" |
| 2018 | 04 de março     | "Love Scenario" |

#### M! Countdown
| Ano  | Data            | Música          |
| ---- | --------------- | --------------- |
| 2015 | 08 de outubro   | "Rhythm Ta"     |
| 2016 | 14 de janeiro   | "Dumb & Dumber" |
| 2016 | 21 de janeiro   | "Dumb & Dumber" |
| 2016 | 28 de janeiro   | "Dumb & Dumber" |
| 2018 | 01 de fevereiro | "Love Scenario" |
| 2018 | 01 de março     | "Love Scenario" |
| 2018 | 08 de março     | "Love Scenario" |

#### KBS Music Bank
| Ano  | Data        | Música          |
| ---- | ----------- | --------------- |
| 2018 | 02 de março | "Love Scenario" |

#### MBC Music Show Champion
| Ano  | Data        | Música          |
| ---- | ----------- | --------------- |
| 2018 | 07 de março | "Love Scenario" |

### Outros Prêmios

#### MelOn Popularity Award
| Ano  | Trabalho        | Prêmio                                           | Resultado |
| ---- | --------------- | ------------------------------------------------ | --------- |
| 2015 | "My Type"       | Prêmio de Popularidade Semanal (28 de setembro)  | Venceu    |
| 2015 | "My Type"       | Prêmio de Popularidade Semanal (5 de outubro)    | Venceu    |
| 2015 | "My Type"       | Prêmio de Popularidade Semanal (12 de outubro)   | Venceu    |
| 2015 | "My Type"       | Prêmio de Popularidade Semanal (19 de outubro)   | Venceu    |
| 2015 | "My Type"       | Prêmio de Popularidade Semanal (26 de outubro)   | Venceu    |
| 2015 | "Apology"       | Prêmio de Popularidade Semanal (23 de novembro)  | Venceu    |
| 2015 | "Apology"       | Prêmio de Popularidade Semanal (30 de novembro)  | Venceu    |
| 2016 | "#WYD"          | Prêmio de Popularidade Semanal (6 de junho)      | Venceu    |
| 2016 | "#WYD"          | Prêmio de Popularidade Semanal (13 de junho)     | Venceu    |
| 2018 | "Love Scenario" | Prêmio de Popularidade Semanal (5 de fevereiro)  | Venceu    |
| 2018 | "Love Scenario" | Prêmio de Popularidade Semanal (12 de fevereiro) | Venceu    |

#### Pops in Seoul
| Ano  | Trabalho | Categoria         | Resultado |
| ---- | -------- | ----------------- | --------- |
| 2016 | iKON     | Melhor Grupo Novo | Venceu    |

## Digressões
Artista principal
- iKoncert: Showtime Tour (2016)
- Japan Tour (2016–17)
- Japan Dome Tour (2017)
- Japan Tour (2018)
- Continue Tour (2018–19)
- iKON Japan Tour 'FLASHBACK' (2022)
- iKON World Tour 'TAKE OFF' (2023)

Digressão conjunta
- YG Family – Power World Tour (como Team B) (2014)

Ato de abertura
- Big Bang – Japan Dome Tour X (2014–15)

## Filmografia

### Reality shows
- 2013: Mnet WIN: Who Is Next - (Team B)
- 2014: Mnet Mix & Match
- 2017: JTBC Idol School Trip
- 2018: iKON TV
- 2018: iKON's Heart Racing Thumping Youth Trip
- 2018: Star Road
- 2021: Kingdom: Legendary War
- 2021: iKON's Type: One Summer Night